# Jan Wils

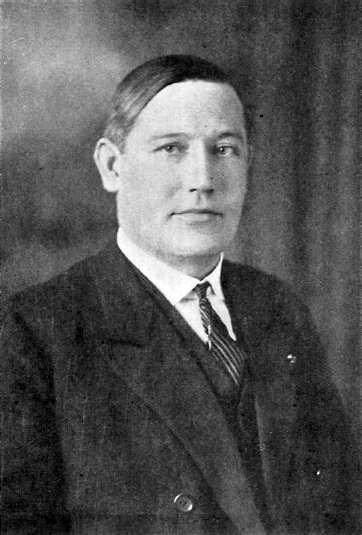
Jan Wils.

Jan Wils (Alkmaar, 22 de febrero de 1891 - Voorburg, 11 de febrero de 1972) fue un arquitecto holandés conocido por su breve filiación en el movimiento artístico De Stijl, grupo en el que participa en su fundación en 1917, y por haber sido responsable de la construcción del Estadio Olímpico de Ámsterdam en 1928, en el que incluyó por primera vez un pebetero para alojar la llama olímpica.
Fue un gran admirador del arquitecto estadounidense Frank Lloyd Wright y de la vida moderna de Estados Unidos, lo que influyó para que construyera numerosos complejos de apartamentos, incluyendo la habitación Daal Berg, hoy identificados con el término Nueva Escuela de La Haya. También fue miembro activo en asociaciones y escribió para varios periódicos y revistas de arquitectura.